# Аллея памяти
Аллея памяти и славы журналистов, погибших при исполнении профессионального долга — кедровая аллея в парке имени Артёма Боровика в Москве в память погибших в ходе боевых действий журналистов и военкоров.

## Описание
5 мая 2024 года в парке имени Артёма Боровика в Москве была торжественно открыта аллея, состоящая из 33 сибирских кедров. Деревья были посажены в рамках акции «Сад памяти».
Открытие аллеи было приурочено не только к Пасхе, но и ко Дню Победы в Великой Отечественной Войне, а также ко Дню печати, который празднуют 5 мая.
В высадке кедров приняли участие известные журналисты и Союз журналистов России, предприниматели и священники.
Также в парке был поставлен, предварительно освященный памятный камень.
Рядом с камнем установлен информационный стенд, на котором расположен QR-код. Он ведет на сайт Союза журналистов России, на котором опубликован список погибших с фотографиями.
Акция проводится на протяжении множества лет. Организаторы планируют выполнить высадку 27 миллионов растений на всей территории Российской Федерации. Деревья будут высажены в знак памяти о 27 миллионах погибших советских граждан в Великой Отечественной войне.